# Jan Stejskal (1997)
Jan Stejskal (* 14. února 1997 Pardubice) je český profesionální fotbalový brankář, který chytá za český klub FK Pardubice. Je také bývalým českým mládežnickým reprezentantem.

## Klubová kariéra
Svoji fotbalovou kariéru začal v mužstvu MFK Pardubice. V letech 2005 až 2006 hostoval v mládežnickém týmu TJ Sokol Rosice nad Labem. Následně působil na hostování ve Slovanu Pardubice, kde chytal za mládež. V roce 2011 MFK definitivně opustil a pokračoval v mládežnickém kategorii klubu FK Pardubice.

### Hradec Králové
Před jarní částí sezony 2014/15 přestoupil Stejskal do mužstva FC Hradec Králové, kde vykonával pozici třetího brankáře u prvního týmu. Před sezonou 2016/17 se vrátil na půlroční hostování do klubu FK Pardubice. Tam ovšem neodehrál ani jedno ligové utkání a tak zamířil na další hostování, a to do třetiligového Převýšova a do druholigové Olympie Radotín. 14. srpna 2018 odchytal Stejskal utkání prvního kola MOL Cupu v dresu Hradce Králové proti Spartaku Slatiňany, v 92. minutě skóroval po rohovém kopu a poslal zápas do prodloužení, ve kterém druholigový klub dal dvě branky a postoupil po výhře 4:2.

### Mladá Boleslav
V lednu 2019 odešel na roční hostování s opcí do prvoligové Mladé Boleslavi. 12. května 2019 si odbyl svůj debut v české nejvyšší soutěži, a to při remíze 1:1 se Teplicemi. V podzimní části sezóny 2019/20 se stal Stejskal brankářskou jedničkou Mladé Boleslavi a odchytal 10 prvoligových utkání. V prosinci 2019 přestoupil Stejskal do středočeského klubu natrvalo.Ve druhé polovině sezóny 2019/20 odchytal jen tři zápasy, přednost dostal zkušený Jan Šeda.

### Slavia Praha
Dne 9. září 2020 odešel Stejskal na půlroční hostování s opcí do SK Slavia Praha, opačným směrem odešel na půlroční hostování Jakub Markovič. Ve Slavii plnil roli brankářské trojky za Ondřejem Kolářem a Matyášem Vágnerem. V lednu 2021 přestoupil do Slavie natrvalo. Svůj debut si odbyl 19. ledna, kdy odchytal celé utkání třetího kola českého poháru proti Dukle Praha. 23. května poprvé nastoupil v dresu Slavie i do ligového utkání, když odchytal celý zápas 33. kola proti Jablonci. Se Slavií získal v sezóně 2020/21 domácí double.
V létě 2021 odešel Stejskal na roční hostování do Sigmy Olomouc, kde měl nahradit odcházejícího Aleše Mandouse. V klubu plnil roli brankářské dvojky za Matúšem Macíkem. Dohromady odchytal v sezóně 2021/22 v dresu Olomouce 11 soutěžních utkání.
Podzimní část sezóny 2022/23 strávil Stejskal na půlročním hostování ve Slovanu Liberec. V lize ale nenastoupil do jediného utkání, odchytal jen tři zápasy v českém poháru. Na jaro 2023 chytal Stejskal v druholigovém rezervním týmu pražské Slavie.
V létě 2023 odešel Stejskal na roční hostování do druholigového Vyškova. Jako brankářská jednička dovedl Vyškov k překvapivému postupu do play-off o první ligu, když v 19 utkáních udržel 7 čistých kont. V play-off odchytal oba duely proti Karviné, se kterou Vyškov prohrál dvakrát 0:1 a do nejvyšší soutěže nepostoupil.

### Pardubice
V červenci 2024 přestoupil Stejskal ze Slavie do rodných Pardubic. Zpočátku sezony 2024/25 plnil roli brankářské dvojky za Slovákem Viktorem Budinským, v šestém kole dostal přednost a při svém ligovém debutu pomohl Pardubicím k výhře 2:1 nad Hradcem Králové.

## Reprezentační kariéra
Stejskal odchytal mezi lety 2012 a 2018 také 23 utkání v dresu českých mládežnických reprezentací.